# Eurorregião
Eurorregião é uma estruturação política europeia que cria elos de ligação entre duas ou mais regiões de dois ou mais países diferentes.
A Associação das Regiões Fronteiriças da Europa estabelece os seguintes critérios para a identificação das Eurorregiões:
- uma associação de autoridades locais e regionais em ambos os lados da fronteira nacional, por vezes com uma assembleia parlamentar
- uma associação transfronteiriça com secretariado permanente e equipa técnica e administrativa com recursos próprios
- de natureza de direito privado, com sede em associações ou fundações sem fins lucrativos de qualquer um dos lados da fronteira, nos termos da respetiva legislação nacional em vigor
- de natureza de direito público, com base em acordos interestaduais, tratando, entre outras matérias, da participação de autarquias territoriais